# Jamie Campbell-Walter

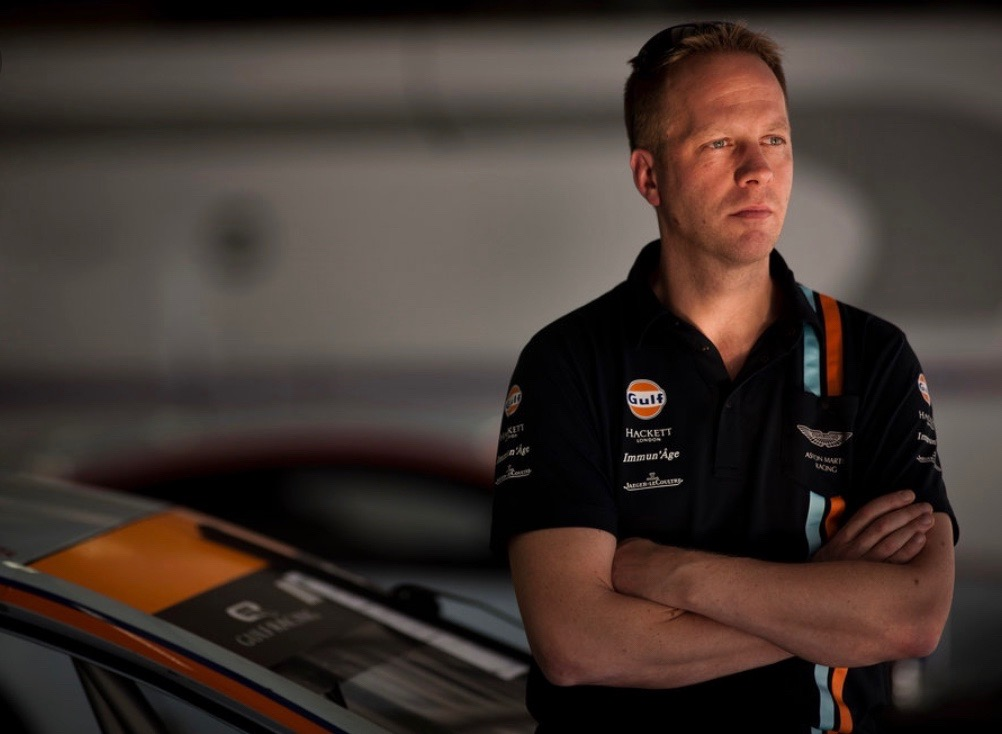
Jamie Campbell-Walter 2013

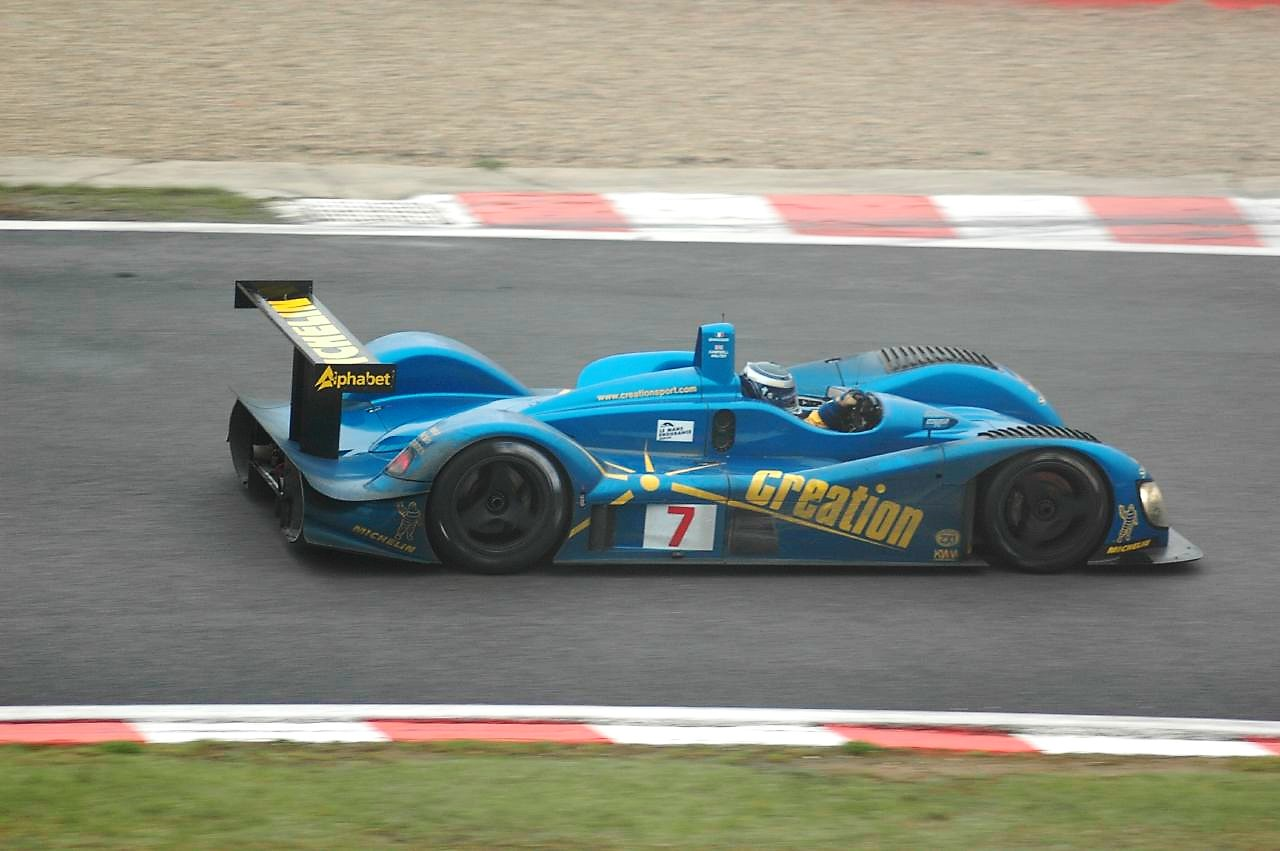
Jamie Campbell-Walter 2005 in Spa

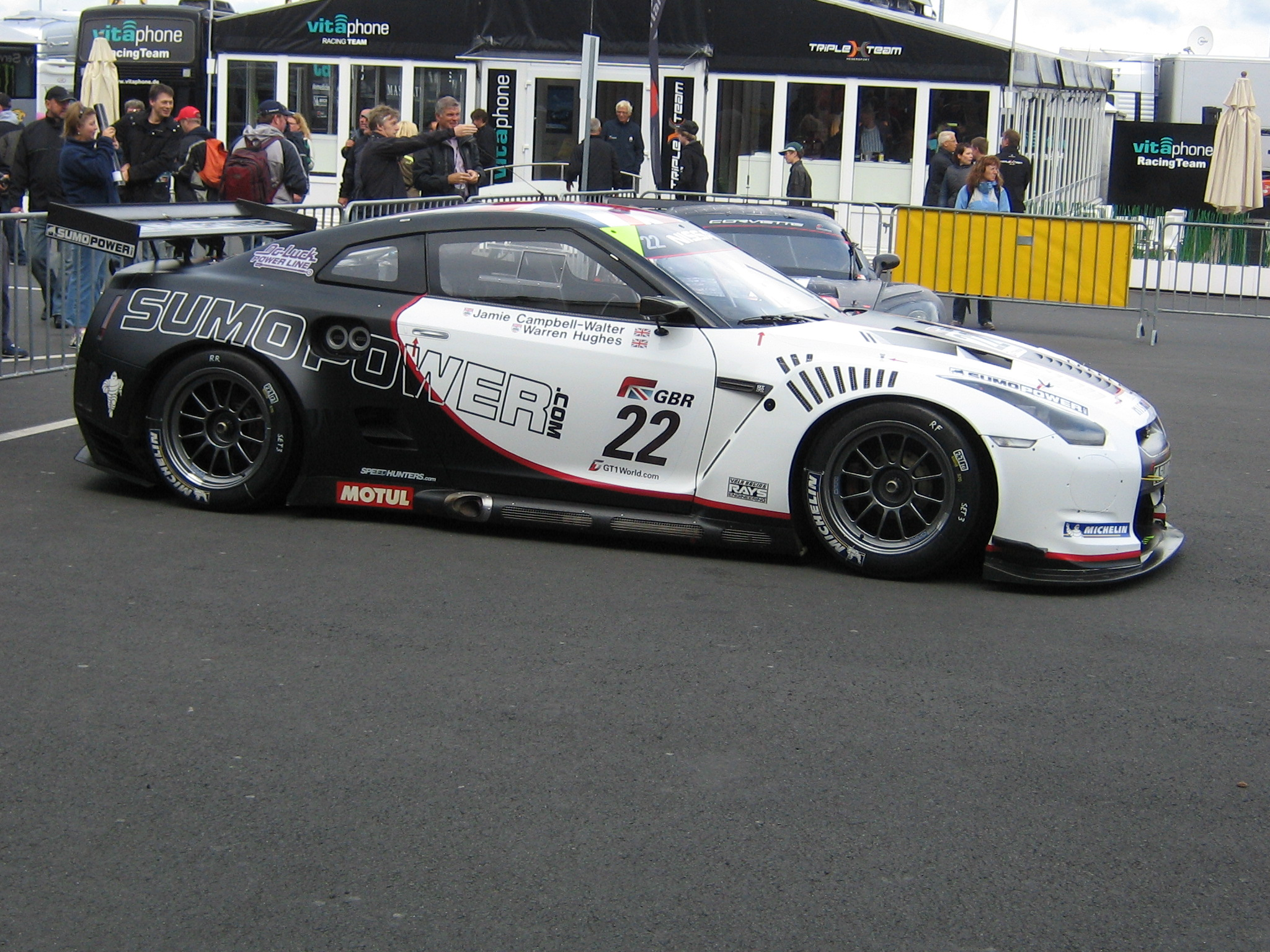
Der von Jamie Campbell-Walter genutzte Nissan GT-R GT1

Jamie Oliver Campbell-Walter (* 16. Dezember 1972 in Oban, Schottland) ist ein ehemaliger britischer Rennfahrer.

## Karriere
Jamie Campbell-Walter startete seine motorsportliche Karriere 1993 in der britischen Formel-Vauxhall-Junior-Winterserie, die er 1993 als Gesamtzweiter beendete. In der Formel Vauxhall Junior wurde er 1994 dritter. 1995 wechselte er in die höher einzustufende Formel Vauxhall und belegte den 5. Gesamtrang in deren Klassement. Eine weitere Formelkarriere blieb ihm jedoch verwehrt.
Nach einem Jahr Pause wechselte Jamie Campbell-Walter 1997 in den Sportwagen-Rennsport. In der TVR-Tuscan-Challenge gewann er 1997 zwei Rennen und beendete die Meisterschaft als vierter. Darüber hinaus absolvierte er einige Rennen in der britischen GT-Meisterschaft, wo er ein Rennen gewann. 1999 wechselte er zu Lister und gewann zusammen mit Julian Bailey die britische GT-Meisterschaft.
Nach vereinzelten Teilnahmen an der FIA-GT-Meisterschaft in den vergangenen Jahren, nahm Jamie Campbell-Walter zusammen mit Julian Bailey 2000 mit einem Lister Storm GT an dieser Meisterschaft teil. Mit fünf Siegen dominierten sie die Rennserie und wurden Weltmeister. In den Folgejahren holte Jamie Campbell-Walter mit wechselnden Partnern sieben weitere Siege in dieser Meisterschaft. 2004 wechselte er nach der Ankündigung des Rückzugs von Lister aus der FIA-GT-Meisterschaft zu Creation Autosportif.
2010 und 2011 trat Jamie Campbell-Walter für das Team Sumo Power GT mit einem Nissan GT-R GT1 bei der FIA-GT1-Weltmeisterschaft an. In der Saison 2010 konnte er dabei einen Sieg in Silverstone und zwei dritte Plätze auf dem Circuit Paul Ricard bzw. dem Circuito de Navarra erzielen. Die Saison beendete Jamie Campbell-Walter auf Platz 16 der Fahrerwertung. Zudem ist er mit seinem Nissan GT-R GT1 aus der Saison 2010 in der Rennsimulation Need for Speed: Shift 2 Unleashed vertreten. In der Saison 2011 konnte Jamie Campbell-Walter keinen Sieg mehr verzeichnen, verbesserte sich aber unter anderem mit vier dritten Plätzen auf Platz 10 der Fahrerwertung. Nach der Saison 2011 verließen er und das Team Sumo Power GT die FIA-GT1-Weltmeisterschaft.
2013 nahm er für Aston Martin Racing an der FIA-Langstrecken-Weltmeisterschaft teil und erreichte zusammen mit seinem Teamkollegen Stuart Hall den ersten Platz in der LM GTE Am-Kategorie.

## Statistik

### Le-Mans-Ergebnisse
| Jahr | Team                      | Fahrzeug                 | Teamkollege    | Teamkollege       | Platzierung | Ausfallgrund       |
| ---- | ------------------------- | ------------------------ | -------------- | ----------------- | ----------- | ------------------ |
| 2005 | Creation Autosportif Ltd. | DBA 03S                  | Andy Wallace   | Nicolas Minassian | Rang 14     |                    |
| 2006 | Creation Autosportif Ltd. | Creation CA06/H          | Beppe Gabbiani | Felipe Ortiz      | Ausfall     | Motorschaden       |
| 2007 | Creation Autosportif Ltd. | Creation CA07            | Shinji Nakano  | Felipe Ortiz      | Ausfall     | Zylinder überhitzt |
| 2009 | Creation Autosportif      | Creation CA07            | Vanina Ickx    | Romain Iannetta   | Rang 24     |                    |
| 2013 | Aston Martin Racing       | Aston Martin Vantage GTE | Roald Goethe   | Stuart Hall       | Rang 30     |                    |

### Sebring-Ergebnisse
| Jahr | Team                | Fahrzeug         | Teamkollege  | Platzierung | Ausfallgrund |
| ---- | ------------------- | ---------------- | ------------ | ----------- | ------------ |
| 2003 | Lister Storm Racing | Lister Storm LMP | Ian McKellar | Ausfall     | Motorschaden |

### Einzelergebnisse in der FIA-Langstrecken-Weltmeisterschaft
| Saison | Team                | Rennwagen                | 1   | 2   | 3   | 4   | 5   | 6   | 7   | 8   |
| ------ | ------------------- | ------------------------ | --- | --- | --- | --- | --- | --- | --- | --- |
| 2013   | Aston Martin Racing | Aston Martin Vantage GTE | SIL | SPA | LEM | SAO | AUS | FUJ | SHA | BAH |
| 2013   | Aston Martin Racing | Aston Martin Vantage GTE | 23  | 25  | 30  | 14  | 16  | 18  | 20  | 18  |